# Раян Генсен
Раян Альберт Генсен (англ. Ryan Albert Hansen; нар. 5 липня 1981) — американський комік та кіноактор, відомий завдяки ролям Діка Касабланкеса у серіалі «Вероніка Марс» та Нолана у фільмі «П'ятниця 13-е».

## Біографія
Народився 5 липня 1981 року у місті Фаунтен-Веллі в Каліфорнії, США. Акторську кар'єру почав з епізодичних ролей у серіалах «Основа для життя», «Така Рейвен», «Лас-Вегас». У 2004 році зіграв роль Діка Касабланкеса у серіалі «Вероніка Марс». У 2008 році знявся у кінокомедії «Супергеройське кіно». У 2009 році виконав роль Нолана у фільмі жахів «П'ятниця 13-е».

## Особисте життя
Одружений з акторкою Емі Рассел. У них є двоє дітей.

## Фільмографія
| Рік       |    | Українська назва                    | Оригінальна назва                       | Роль                                                      |
| --------- | -- | ----------------------------------- | --------------------------------------- | --------------------------------------------------------- |
| 2001      | с  | Еллі Макбіл                         | Ally McBeal                             | студент (серія «The Wedding»)                             |
| 2001      | тф | Мотокрос                            | Motocrossed                             |                                                           |
| 2002      | с  | Могутні Рейнджери: Дикий світ       | Power Rangers Wild Force                | пілот (серія «The End of the Power Rangers: Part 2»)      |
| 2003      | с  | Основа для життя                    | Grounded for Life                       | Метт (серія «Just Like a Woman»)                          |
| 2004      | с  | Як сім'я                            | Like Family                             | Делл (2 серії)                                            |
| 2004      | с  | Лас-Вегас                           | The Strange Life of Bob                 | Джаред (серія «Just Like a Woman»)                        |
| 2005—2006 | с  | Така Рейвен                         | That's So Raven                         | Джей Джей (2 серії)                                       |
| 2006      | ф  | Золотий лід 2: У гонитві за золотом | The Cutting Edge: Going for the Gold    | Скотті                                                    |
| 2007      | ф  | Пало Альто                          | Palo Alto                               | Ентоні                                                    |
| 2008      | ф  | Шлях Шермана                        | Sherman's Way                           | Кевін                                                     |
| 2008      | ф  | Супергеройське кіно                 | Superhero Movie                         | Ленс Лендерс                                              |
| 2009      | ф  | П'ятниця 13-те                      | Friday the 13th                         | Нолан                                                     |
| 2009—2010 | с  |                                     | Party Down                              | Кайлі Бродвей (20 серій)                                  |
| 2009      | с  | Пліткарка                           | Gossip girl                             | Шеп (серія «Valley Girls»)                                |
| 2010      | ф  |                                     | BoyBand                                 | Томмі                                                     |
| 2011      | ф  |                                     | Brother's Justice                       | Ленс Джонг                                                |
| 2011      | ф  | Погана актриса                      | Bad Actress                             | Рассел Піледж                                             |
| 2011      | с  | Секс по дружбі                      | Friends with Benefits                   | Бен Гаррісон (13 серій)                                   |
| 2011      | с  | Дитяча лікарня                      | Childrens Hospital                      | Кайлі Бродвей (серія «Party Down»)                        |
| 2012      | ф  | Хапай та тікай                      | Hit and Run                             | Алан                                                      |
| 2012      | с  | Щасливий кінець                     | Happy Endings                           | Джефф Ніберт (серія «Makin' Changes!»)                    |
| 2012      | с  | Дорогий доктор                      | Royal Pains                             | Брейді Вілкерсон (серія «Fools Russian»)                  |
| 2012—2013 | с  |                                     | The League                              | Бен (2 серії)                                             |
| 2012—2017 | с  | Дві дівчини без копійчини           | 2 Broke Girls                           | Енді (12 серій)                                           |
| 2013      | ф  | G.I. Joe: Атака Кобри 2             | G.I. Joe: Retaliation                   | Грунт                                                     |
| 2013      | ф  | Останній дзвоник                    | Last Call                               | Філ                                                       |
| 2013      | с  | Батьки                              | Parenthood                              | Люк (серія «Keep on Rowing»)                              |
| 2014      | ф  | Вероніка Марс                       | Veronica Mars                           | Дік Касабланкас                                           |
| 2014      | с  | Обитель брехні                      | House of Lies                           | Джонно (серія «Boom»)                                     |
| 2014      | с  | Дуже погана училка                  | Bad Teacher                             | Джоель Котскі (13 серій)                                  |
| 2014—2015 | с  | Погана суддя                        | Bad Judge                               | Гаррі Бойд (13 серій)                                     |
| 2015      | ф  | Джем і голограми                    | Jem and the Holograms                   | охоронець Стівен                                          |
| 2015      | с  |                                     | Resident Advisors                       | Дуг Вейнер (7 серій)                                      |
| 2015      | с  | Я — зомбі                           | iZombie                                 | Карсон Маккомб (серія «Flight of the Living Dead»)        |
| 2016      | ф  | Півтора шпигуна                     | Central Intelligence                    | Стів                                                      |
| 2016      | ф  |                                     | XOXO                                    | Авілло                                                    |
| 2016      | ф  | Поганий Санта 2                     | Bad Santa 2                             | регент Гастінгс                                           |
| 2016      | с  | Енджі Трібека                       | Angie Tribeca                           | Вілсон Філліпс (серія «The One With the Bomb»)            |
| 2016      | с  | Дідусь мимоволі                     | Grandfathered                           | Чейсон (серія «Tableside Guacamole»)                      |
| 2016      | мс | Американський тато                  | American Dad!                           | Чед (серія «The Enlightenment of Ragi-Baba»)              |
| 2017      | ф  | Каліфорнійський дорожній патруль    | CHiPs                                   | Браян Грівс                                               |
| 2017      | ф  | Крамниця єдинорогів                 | Unicorn Store                           | Брок                                                      |
| 2017      | с  | Портланд                            | Portlandia                              | Декс (серія «Carrie Dates a Hunk»)                        |
| 2017      | с  | Дієта з Санта-Кларіти               | Santa Clarita Diet                      | Боб Джонас (серія «Attention to Detail»)                  |
| 2017      | с  | Проект Мінді                        | The Mindy Project                       | др. Майкл Ланкастер (серія «Mindy Lahiri is a White Man») |
| 2017      | с  | Американська домогосподарка         | American Housewife                      | Зак (серія «The Couple»)                                  |
| 2017—2018 | с  |                                     | Teachers                                | Джастін середнього віку (4 епізоди)                       |
| 2018      | с  |                                     | Me, Myself and I                        | Джастін середнього віку (1 епізод)                        |
| 2018      | ф  |                                     | Dog Days                                | Пітер                                                     |
| 2018      | с  |                                     | Fresh Off the Boat                      | пан Грант (1 епізод)                                      |
| 2017—2019 | с  |                                     | Ryan Hansen Solves Crimes on Television |                                                           |
| 2004—2019 | с  | Вероніка Марс                       | Veronica Mars                           | Дік Касабланкас (55 серій)                                |
| 2019      | ф  | Кубок індички                       | The Turkey Bowl                         | Ходжес                                                    |
| 2019      | ф  | Адам і Єва                          | Adam & Eve                              | Адам                                                      |
| 2020      | ф  | Гламурний бізнес                    | Like a Boss                             | Грег                                                      |
| 2020      | ф  | Острів фантазій                     | Fantasy Island                          | Джей Ді Вівер                                             |
| 2020      | ф  | День друзів                         | Friendsgiving                           | Гуннар                                                    |
| 2020      | с  | Благослови цей безлад               | Bless This Mess                         | Метт (1 епізод)                                           |
| 2021      | ф  |                                     | Good on Paper                           | Денніс Келлі                                              |
| 2021—2022 | с  | Мільйон дрібниць                    | A Million Little Things                 | Камден Ламуро (8 серій)                                   |
| 2022      | ф  | Хто їх запросив                     | Who Invited Them                        | Адам                                                      |
| 2023      | ф  | Партія донорів                      | The Donor Party                         | Армін                                                     |
| 2023      | с  | Рік та Морті                        | Rick and Morty                          | (серія "Rickfending Your Mort")                           |
| 2024—2025 | с  | Нічний суд                          | Night Court                             | Джейк (серія "Taught and Bothered")                       |